# 2001 في كرواتيا
فيما يلي قوائم الأحداث التي وقعت خلال عام 2001 في كرواتيا.

## رياضة
- 23 مايو – كأس كرواتيا 2000–01 الفائز دينامو زغرب.
- 27 مايو – الدوري الكرواتي الممتاز 2000–01 الفائز هايدوك سبليت.

## مواليد

### يناير
- 9 يناير – أنطونيو مارين لاعب كرة قدم كرواتي.[1]

## وفيات

### يناير
- 28 يناير – رانكو مارينكوفيتش (مواليد 1913) كاتب كرواتي.[2]